# NGC 7348
NGC 7348 је спирална галаксија у сазвежђу Пегаз која се налази на NGC листи објеката дубоког неба.
Деклинација објекта је + 11° 54' 22" а ректасцензија 22h 40m 36,2s. Привидна величина (магнитуда) објекта NGC 7348 износи 14,0 а фотографска магнитуда 14,7. NGC 7348 је још познат и под ознакама UGC 12142, MCG 2-57-10, CGCG 429-20, IRAS 22381+1138, KAZ 546, KUG 2238+116, PGC 69463.